# Romain Pagnoux
Romain Pagnoux est un homme politique et grimpeur français. Engagé dans la catégorie handisport RP3, il est quadruple champion du monde.

## Biographie

### Carrière sportive
Romain Pagnoux commence l’escalade en salle vers ses six ans, avant de grimper en extérieur dans les Pyrénées d’où il est originaire. Il participe au circuit de compétition international où il décroche une médaille de bronze aux mondiaux, et grimpe dans le 8e degré en extérieur.
En 2009, il fait une mauvaise chute et se fracture la cheville ; après des complications, la consolidation de son articulation passe par une perte de mobilité de sa cheville, qui reste bloquée à un angle de 90°. En compétitions internationales d’handi-escalade, il remporte un premier titre en 2016 à Paris, qu’il conserve en 2018 à Innsbrück, en 2019 à Briançon et en 2021 à Moscou.
Il fait l’objet d’un film documentaire en 2016.
Pagnoux s’implique également dans la promotion de l’escalade auprès des jeunes.

### Carrière politique
Élu au conseil régional d’Occitanie en 2015, il se préoccupe particulièrement des enjeux environnementaux, notamment liés à la montagne et à l’escalade. Il est ainsi élu président du comité de gestion de la réserve naturelle régionale d'Aulon
Lors des élections régionales de 2021, il se présente sous l’étiquette EÉLV mais ne parvient pas à être réélu.